# Communauté rurale de Mbolo Birane
La communauté rurale de Mbolo Birane est une communauté rurale du Sénégal située au nord du pays. 
Elle fait partie de l'arrondissement de Saldé, du département de Podor et de la région de Saint-Louis.